# Sidh
 (mai 2013).
Pour les articles homonymes, voir Sidhe (homonymie), Sid et Sidhe.
Sidh (également orthographié sid) est une graphie originale du mot irlandais sí, qui désigne l’Autre Monde dans la mythologie celtique.

## Concept
Le concept de péché était inconnu des Celtes. Les notions de « paradis » et d’« enfer » étaient également inexistantes dans leur religion ; on ne trouve pas chez eux d'équivalent des Enfers ou des champs Élysées pour les Romains, et pas davantage à la « résurrection de la chair » du monde chrétien. Nombre de textes irlandais utilisent pour l'état qui suit la mort ce mot, dont le sens est « paix »[réf. nécessaire].
La littérature médiévale et pré-médiévale mentionne trois localisations distinctes associées au Sidh : à l'ouest, au-delà de l'horizon de la mer, dans des îles magnifiques ; sous la mer, dans les lacs et les rivières où se situent de somptueux palais de cristal aux entrées mystérieuses ; sous les collines et les tertres qui sont devenus les résidences des Tuatha Dé Danann. L’eau en est le moyen d’accès privilégié.

## Mythologie
Le Lebor Gabála Érenn (Livre des Conquêtes d'Irlande), écrit par des clercs au XIIe siècle, est un récit mythologique qui narre les occupations successives de l'Irlande, depuis l'époque du déluge. Les Tuatha Dé Danann (les gens de la déesse Dana) sont des dieux qui viennent de quatre îles du nord du monde : Falias, Gorias, Finias et Murias, ils doivent éliminer les Fir Bolg lors de la « Première Bataille de Mag Tuireadh », pour s’installer.
Les derniers arrivants sont les Milesiens, les « fils de Mile », originaires d’Espagne, ils vont battre les Tuatha Dé Danann qui sont contraints de se réfugier dans le Sidh, chaque dieu ayant le sien. Cependant, ce lieu mythique échappe à la géographie, puisqu’il est partout, en parallèle au monde des hommes.
Si les dieux peuvent venir et déambuler à leur guise dans le monde des humains, l'inverse n’est que rarement possible. Seuls des héros, des êtres exceptionnels, tel Cúchulainn, Conle ou Bran Mac Febail ont le privilège de visiter et de séjourner dans le Sidh, généralement à l’invitation d'une Bansidh. Éternel par essence, tout homme qui y pénètre ne peut revenir à la condition humaine. Ainsi ces hommes qui croient passer quelques heures ou quelques jours en compagnie des dieux y restent plusieurs siècles. Quand ils reviennent chez eux, ils tombent en poussière car ils sont morts depuis longtemps. La période de Samain (nouvel an des Celtes, vers le 1er novembre) est propice à l’ouverture du Sidh.
L'Autre Monde des anciens Irlandais porte aussi les noms de Mag Meld (« Plaine du Plaisir »), Mag Mor (« Grande Plaine »), Tir na mBéo (« Terre des Vivants »), Tir na mBân (« Terre des Femmes »), Tir na nOg (« Terre des Jeunes »), et Tir Tairngire (« Terre des Promesses »).

## Sources
1. ↑  Voir Miranda Jane Green, Mythes celtiques, ch. « Mort, renaissance et Autre Monde », pages 139-150, éditions du Seuil, coll. « Points », 1995,  (ISBN 2-02-022046-6)

### Œuvres littéraires
- Echtra Condla Chaïm (VIIIe s.), trad. H. d'Arbois de Jubainville, Cours de littérature celtique (1883-1902), t. V, p. 385-390.
- Tochmarc Étaine, trad. Christian-Joseph Guyonvarc'h, Textes mythologiques irlandais, Rennes, Celticum, 1980, p. 242-266.
- Navigation de saint Brendan à la recherche du Paradis, version latine 1106, trad. in Francis Lacassin, Voyages aux pays de nulle part, Robert Laffont, coll. "Bouquins", 1990.

### Études
- The electronic Dictionary of the Irish Language (eDIL), Royal Irish Academy (1913-1976), article "sid"
- Jan de Vries, La religion des Celtes (1961), trad., Payot, 1977, p. 263-268.
- Françoise Le Roux et Christian-Joseph Guyonvarc'h, Les druides (1961), Rennes, Ogam-Celticum, 1982, p. 271-289, 365, 413.
- Philippe Jouët, Dictionnaire de la mythologie et de la religion celtiques, Fouesnant, Yoran Embanner, 2012, p. 132-135, 905-907.